# リディム
リディム（Riddim）とはヴァージョン（Version）とも呼ばれ、ドラムと特徴的なベースラインで演奏されるレゲエのリズム体である。このジャマイカ英語（パトワ）の言葉は、英語の｢リズム(Rhythm)｣が変化した言葉であり、他の音楽ジャンルでは、グルーブやビート、トラックなどと呼ばれている。リディムという言葉が用いられるのは、レゲエとその派生ジャンル（ラヴァーズ・ロック、ダブ、ラガマフィン、ダンスホール・レゲエなど）においてである。1990年代以降はR&Bやレゲトンでもリディムが用いられることがある。

## リディムの類型

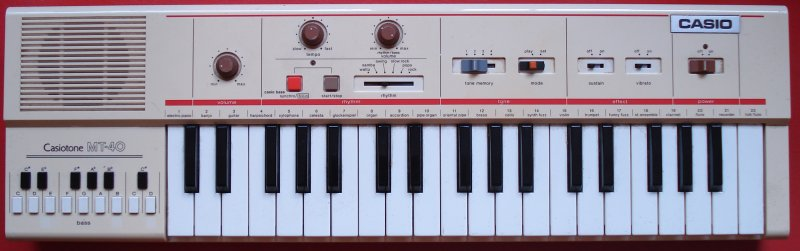
「スレンテン」誕生のきっかけとなった電子楽器カシオトーン・MT-40。

リディムは、いくつかのカテゴリーに分類することができる。最も古いタイプのリディムは、ルーツ・レゲエのダブやロックステディの楽器演奏の音を使用するファウンデーション・リディムである。2つ目のタイプは、ラガマフィンやダンスホールレゲエのリズムであるダンスホール・リディムである。そして3つの目のタイプは、レゲエ音楽の製作にシンセサイザー等の電子楽器が使用されだした1985年以降に一般化したコンピュータライズド・リディムである。しかしながらこの定義はやや曖昧で、キング・ジャミーが1985年に制作した「スレンテン」リディムのようにコンピュータライズド・リディムでありながらファウンデーション・リディムとしても認知されている物もある。
現在では大半のレゲエのリディムは電子楽器を使用して製作されているが、依然として生楽器によるリディムも作られ続けている。また、生楽器と電子楽器を組み合わせる手法も一般的である。

## リメイク
レゲエ特有の音楽的手法として「リディムのリメイク」がある。他ジャンルでの「歌のカバー」と同様にリディムだけをカバーするのである。
例えば1975年のリトル・ロイ「Prophecy」のリディムは1981年スライ&ロビーによって「アンメータード・タクシー（Unmetered Taxi）」リディムとしてリメイクされ、以来ダンスホールレゲエシーンにおいて定番化した。同リディムは1984年ホープトン・ジェームス「In the mood」、1989年ジョニー・オズボーン「Reason」、1996年バウンティ・キラー「Lord is my light and my salvation」、2006年ブジュ・バントン「Driver」等の楽曲にリメイクされ、それぞれがヒット曲となった。なお、同リディムはソンの楽曲「ピーナッツ・ヴェンダー」のベースラインを編曲したものである。
また、同一のリディムのみで作られたコンピレーション・アルバムのことを特に「ワン・ウェイ・アルバム」という。

## リディムの名前
各リディムの名前は、最初にそのリディムに乗せて歌われた曲の名前か、最も売れた曲の名前が付けられている場合が多い。しかしながら、1990年代以降は歌を載せる前、トラックメイカーやプロデューサーがリディムを完成させた段階で決めることが多くなってきている。